# IC 4260
IC 4260 — галактика типу Sab (компактна витягнута галактика) у сузір'ї Гідра.
Цей об'єкт міститься в оригінальній редакції індексного каталогу.